# محاكمات السحرة في بواكر العصر الحديث

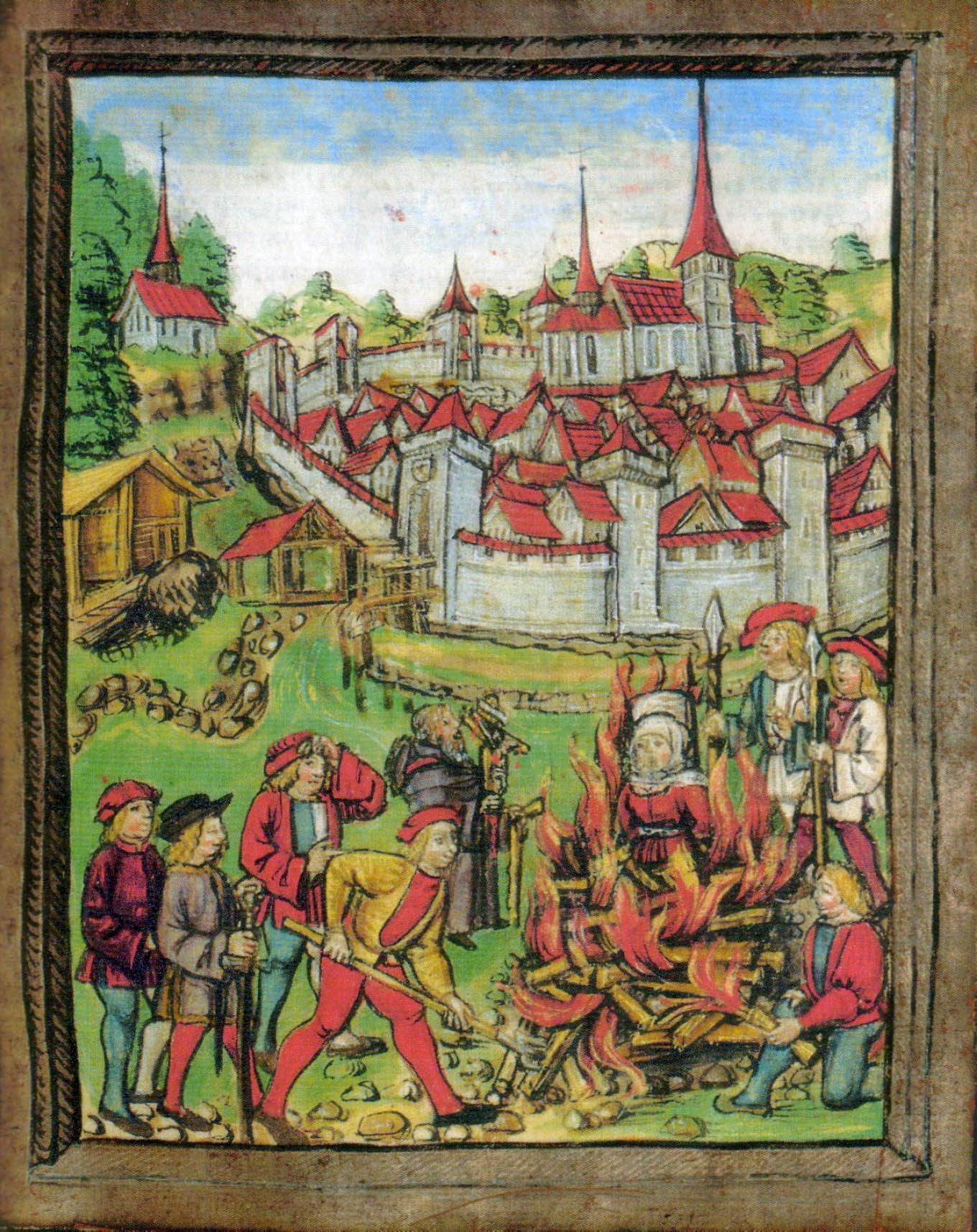

محاكمات السحرة في بواكر العصر الحديث (بالإنجليزيّة: Witch trials in the early modern period) وصل رهاب السحرة والمحاكمات بتهمة ممارسة الشعوذة لذروتهما في الفترة بين 1580 و1630 خلال فترة الإصلاح المضاد وحرب الأديان الأوروبيّة، عندما حُرق ما يصل إلى 50 ألف شخص، 80% منهم نساء، وأغلب الحالات بعمر يتجاوز الأربعين.

## الأسباب والتفسيرات

### الاختلافات الإقليميّة
لقد كان هناك الكثير من الاختلافات الإقليميّة بشأن محاكمات الساحرات. نشأت المحاكمات أولًا بصورة فرديّة، وزادت حدتها في بعض المناطق دون الأخرى. في العموم، يبدو أن رهاب الساحرات يختلف من مكان لآخر، فهو أقل في الأراضي البابويّة لإسبانيا وإيطاليا مقارنة بفرنسا والإمبراطورية الرومانية المقدسة.
كان هناك الكثير من الاختلافات الإقليميّة في الجزر البريطانيّة. وحظيت إيرلاندا بالقليل من المحاكمات.
كان هناك اختلافات في عادات القبض على الساحرات في التراث الإنجليزيّ عنه في التراث القاريّ. فقد كان التعذيب في إنجلترا محدودًا، وكانت الدولة تسمح بالمحاكمات إذا خوَّلها الملك فقط، ولم تُسجَّل سوى 81 حالة تعذيب فقط خلال التاريخ الإنجليزيّ. كما قلَّ عدد الوفيات في إسكتلندا عن إنجلترا. كما أنه من الواضح أن نشوء مطاردة الساحرات تزامن مع الحرب الأهليّة الإنجليزيّة في بداية 1640، وكان أكثرهم حدة ماثيو هوبكنز الذي اعتبر نفسه «لواء القبض على الساحرات».

### الاضطراب السياسيّ الاجتماعيّ
يقترح الكثيرون أن نشوء محاكمات الساحرات كان بسبب الاضطراب السياسيّ الاجتماعيّ في بواكر العصر الحديث. كانت إحدى أشكال هذه المحاكمات رد فعل على الكارثة الواقعة في المجتمع، مثل الحروب وانتشار الأوبئة. على سبيل المثال، يقترح ميدلفورت أن ألمانيا الجنوبيّة الغربيّة عانت من المجاعات والحروب مما أضعف المجتمع وأدى إلى محاكمات الساحرات في بداية العشرينات من القرن السادس عشر. ويقترح بيرنجر أن زيادة مُعدَّل محاكمة الساحرات جاء بسبب نقص المؤن الغذائيّة والاعتماد على محاكمة الساحرات ككبش فداء لعواقب التغيُّر المناخيّ. يجادل المؤرخون مثل ولفغانغ بيرنجر وإيملي أوستر أن المناخ البارد ساعد في فشل نمو المحاصيل الزراعيّة والحروب وانتشار الأوبئة، مما أدى للوم الساحرات في هذه الكوارث. تشير مؤشرات المناخ التاريخيّ أن زيادة معدَّل محاكمة الساحرات ارتبط بنقص درجة الحرارة. كما أن ذروة محاكمات الساحرات ارتبطت بأزمات الجوع في 1570 و1580. 
لا يوفِّر هذا التفسير شرحًا وافيًا، حيث حدثت هذه المحاكمات في مناطق لم تعان من الحرب والجوع أو الأوبئة. كما أن هذه النظريات مسرفة في التبسيط. فبالرغم من أن المجاعات والأوبئة ارتبطت بانخفاض درجة الحرارة في العصر الجليديّ الصغير، فإن هذا يمكن اعتباره عامل مساعد للمحاكمات وليس سببًا رئيسًا فيها.

### الصراع الكاثوليكيّ البروتستانتيّ
يدافع المؤرِّخ الإنجليزيّ هيو تريفور-روبر عن فكرة نشأة هذه المحاكمات كجزء من الصراع الكاثوليكيّ البروتستانتيّ في بواكر العصر الأوروبيّ الحديث. استقبلت تلك النظرية القليل من الدعم من الخبراء الآخرين في الموضوع، لأنه لا يوجد سوى القليل من الأدلة التي تدعم اتهام الكاثوليكيّين الرومان للبروتستانتيّين بممارسة السحر أو العكس. كما أن المحاكمات حدثت في المناطق الخالية من الصراع، حيثما كانت الكتلة السكانيّة الأكبر متجانسة دينيًّا، مثل فينيس وجينيفا والسهول الإسكتلنديّة. كما أن هناك بعض الأدلة تشير للتواصل وتبادل المعلومات حول الساحرات بين الكاثوليك والبروتستانت تحت حكم الإمبراطوريّة الرومانيّة المقدَّسة لنظرهم إليهم كتهديد مشترك. علاوة على ذلك، نشأت معظم المحاكمات بمطالبات شعبيّة بعيدًا عن الحكم العلمانيّ أو الدينيّ، مما يشير إلى ضعف دور الصراع الكاثوليكيّ البروتستانتيّ في بدء هذه المحاكمات.

### الوظيفيّة
سعى عديد من المؤرخين للبحث عن الوظيفة الاجتماعيّة التي لعبتها المحاكمات في المجتمعات التي جرت بها، بناءً على السجلات الإثنيّة التي لاحظها علماء الإنسان في مناطق غير أوروبيّة مختلفة في العالم. تشرح تلك الدراسات كيف أن اتهامات السحر لعبت دورًا في تقليل التوتر الاجتماعيّ وتسهيل إنهاء العلاقات الشخصيّة التي أصبحت غير مرغوبة في الحزب الواحد.

### التفسيرات النسويّة
خلال القرنين التاسع عشر والعشرين، ظهرت العديد من التفسيرات النسويّة لمحاكمات الساحرات. كانت الكاتبة الأمريكيّة في الموجة النسويّة الأولى دفاعًا عن حق النساء في التصويت، ماتيلدا جوسلين غاغا من أوائل الأفراد الذين قدَّموا هذا التفسير. في 1893، نشرت كتابها «المرأة والكنيسة والدولة Woman, Church and State» الذي «كُتب في عجلة وفي مناخ سياسيّ لم يترك مجالًا للبحث». إنها تدعي إن الساحرات المضطهدات في بواكر العصر الحديث كنّ كاهنات لديهن ولاء دينيّ لديانة قديمة تعبد إلهة عظيمة. كما أنها كررت تكذيب المقولة المأخوذة من أعمال المؤلفين الألمان أن هناك 9 ملايين حالة قتل في عملية مطاردة الساحرات. أصبحت الولايات المتحدة مركز تطوير هذه التفسيرات النسويّة.

### صراع الجندر ورد الفعل على الدراسات النسويّة الأولى
تُقدَّر نسبة النساء المتهمات في هذه المحاكمات بنسبة 75% إلى 85%، وهناك دليل أكيد لكراهية النساء كجزء من دافع اضطهاد الساحرات، بدليل الاقتباس: «من المعقول ألا تأتي هذه الحثالة من البشر [الساحرات] إلا من الجنس الأنثويّ» (Nicholas Rémy, c. 1595) أو «يستخدمهم الشيطان لأنه يعرف أن النساء يحببن المتع الجنسيّة، وهو يرغب أن يربطهن بولائه بهذه الأعمال الاستفزازيّة».